# Tom (přítok Zeji)
Tom (rusky Томь) je řeka ve Amurské oblasti v Rusku. Je 433 km dlouhá. Na horním toku se řeka nazývá Tomská Rossošina (rusky Томская Россошина). Povodí má rozlohu 16 000 km².

## Průběh toku
Pramení na svazích horského hřbetu Turana. Teče přes Zejsko-burejské rovině. Ústí zleva do Zeji (povodí Amuru).

## Vodní stav
Zdrojem vody jsou převážně dešťové srážky. Průměrný roční průtok vody poblíž ústí činí 103 m³/s. Zamrzá v říjnu až v první polovině listopadu a rozmrzá ve druhé polovině dubna až na začátku května. Od května do října dosahuje nejvyšších vodních stavů.

## Využití
Na řece leží město Belogorsk.